# Turan (mitología)

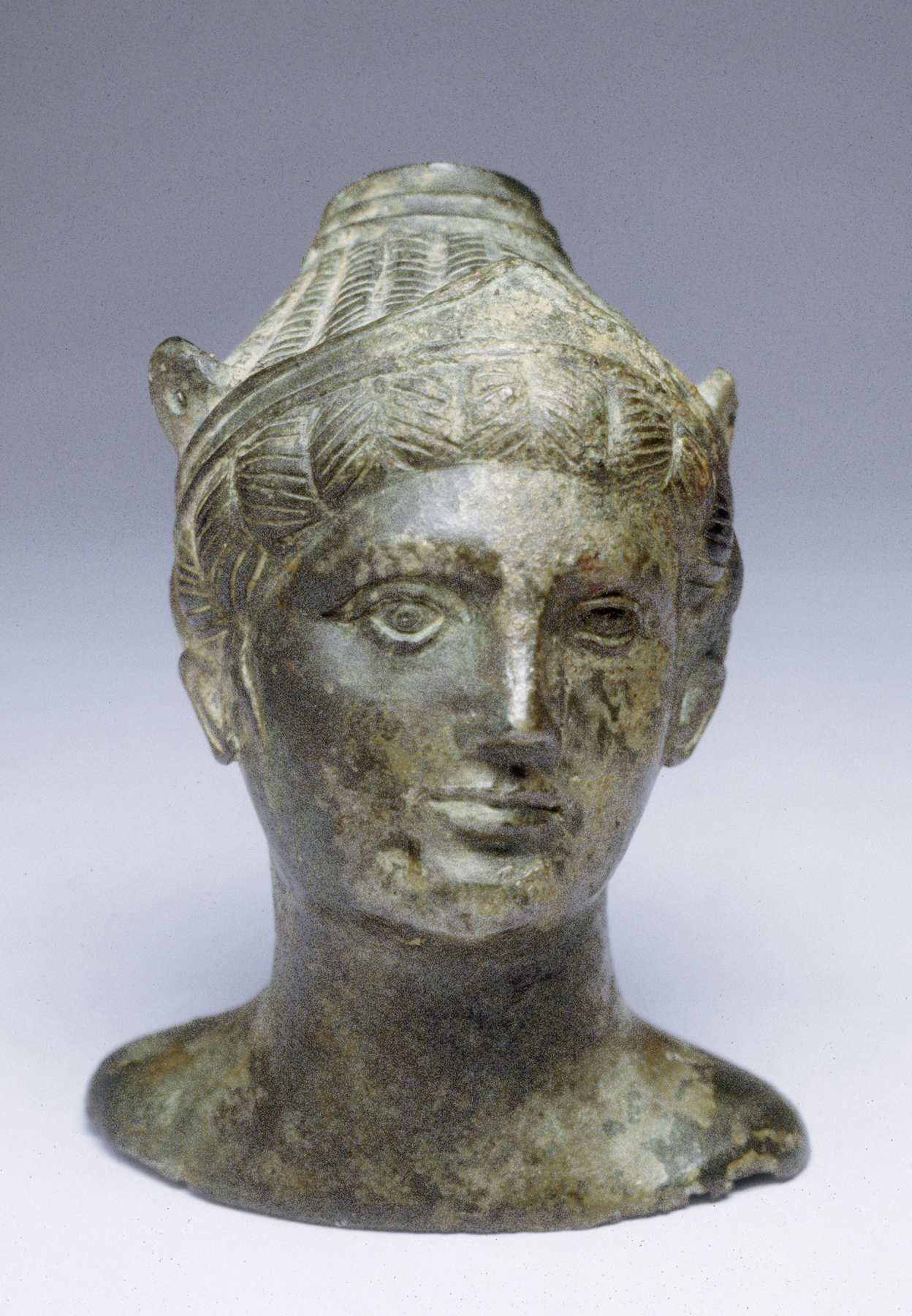
Balsamarium en forma de cabeza de divinidad con yelmo alado. Podría representar a Turan. Primera mitad del siglo III a. C.

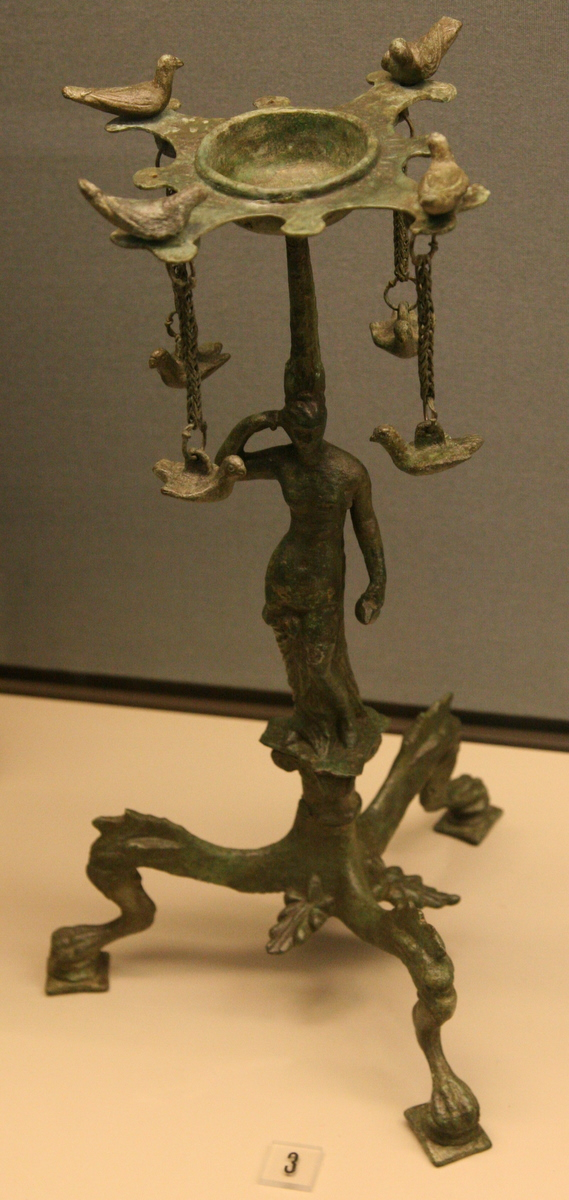
Quemador de incienso etrusco ca. 550-450 a. C. Representa la figura de Turan, semidesnuda, con palomas que giran alrededor.

Turan era una figura de la mitología etrusca. Su nombre significa «la señora» y era la diosa del amor, la fertilidad y la vitalidad, además de la patrona de Vulci, una de las ciudades más importantes de Etruria. 
La raíz de su nombre es considerada por algunos estudiosos la misma de las palabras torre y tirano.
Turan puede ser bastante antigua, pero no aparece en la lista de Piacenza ni en la lista de deidades etruscas de Martianus. Entre los etruscos, su nombre correspondía al del mes de julio, cuando tenía sus principales festividades, aunque solo sabemos la palabra latina, "Traneus".
Era la esposa de Laran y se acompañaba de otras divinidades menores llamadas lasa. Se la representa con alas. Aparece representada en muchos espejos, uno de ellos en el British Museum con pequeñas alas en el pie. La paloma y el cisne eran considerados sus animales sagrados.

## Culto
Era venerada en toda la costa del Latium, sobre todo en su santuario en Gravisca, el puerto de Tarquinia, donde se le atribuía la característica de protectora de los navegantes. Su presencia se testimonia en inscripciones dedicatorias sobre ofrendas votivas sobre todo de mujeres, en griego y etrusco, entre los siglos VI y IV a. C. En una inscripción se la llama Turan ati, 'Madre Turan', que se ha interpretado como una conexión con Venus Genetrix. Venus, es la madre de Eneas y progenitora del linaje Julio-Claudia.
Corresponde en la mitología romana a la diosa Venus y en la mitología griega a la diosa Afrodita.

## Legado
Turan es una de las pocas diosas etruscas que ha sobrevivido en el folclore italiano desde la Romaña. Llamada 'Turanna', se dice de ella que es una hada, un espíritu de amor y felicidad, que ayuda a los amantes.

## Galería

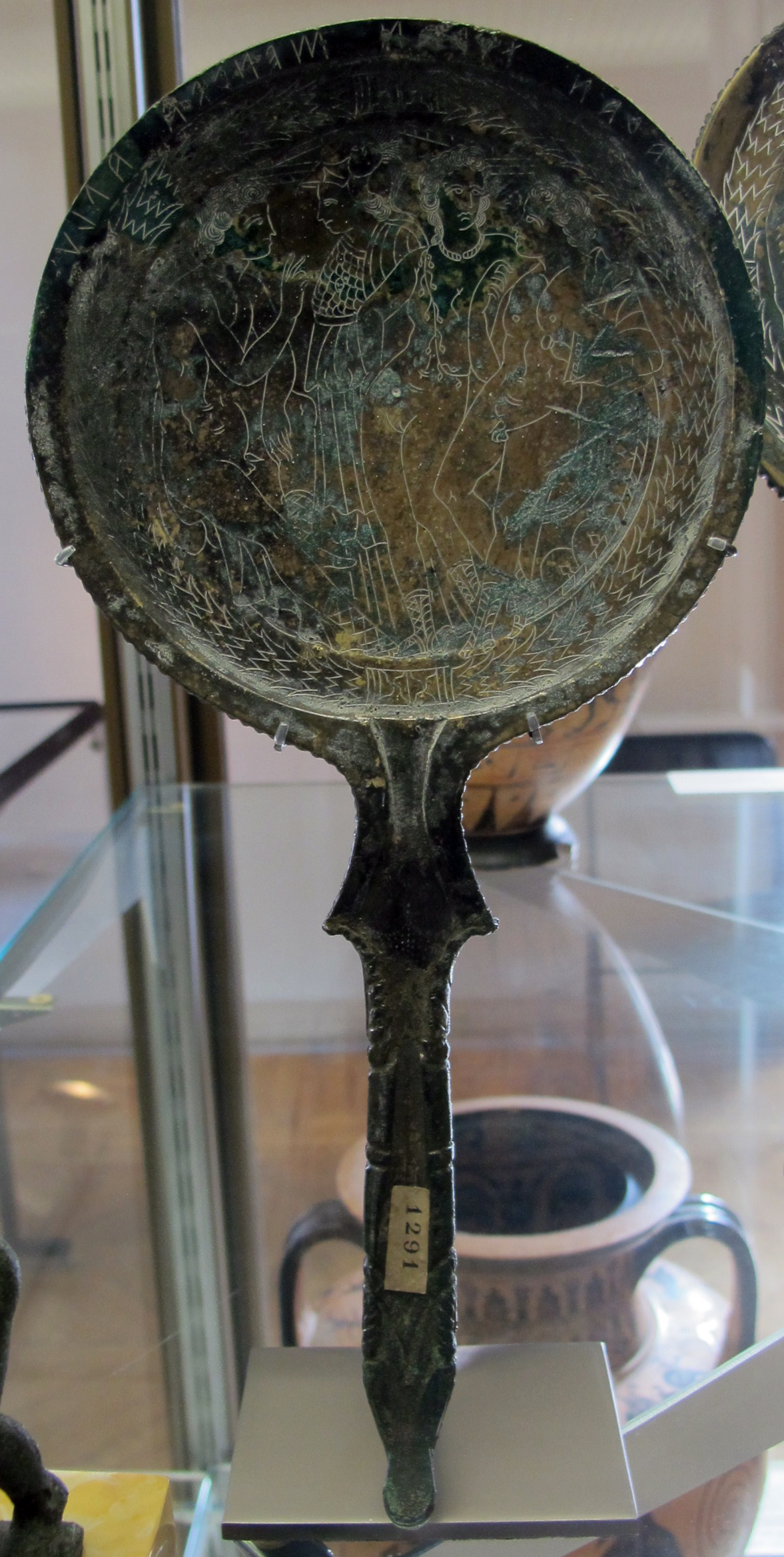
Espejo con Turan y Minerva tras Laran y Aplu, 300 a. C. (Louvre)
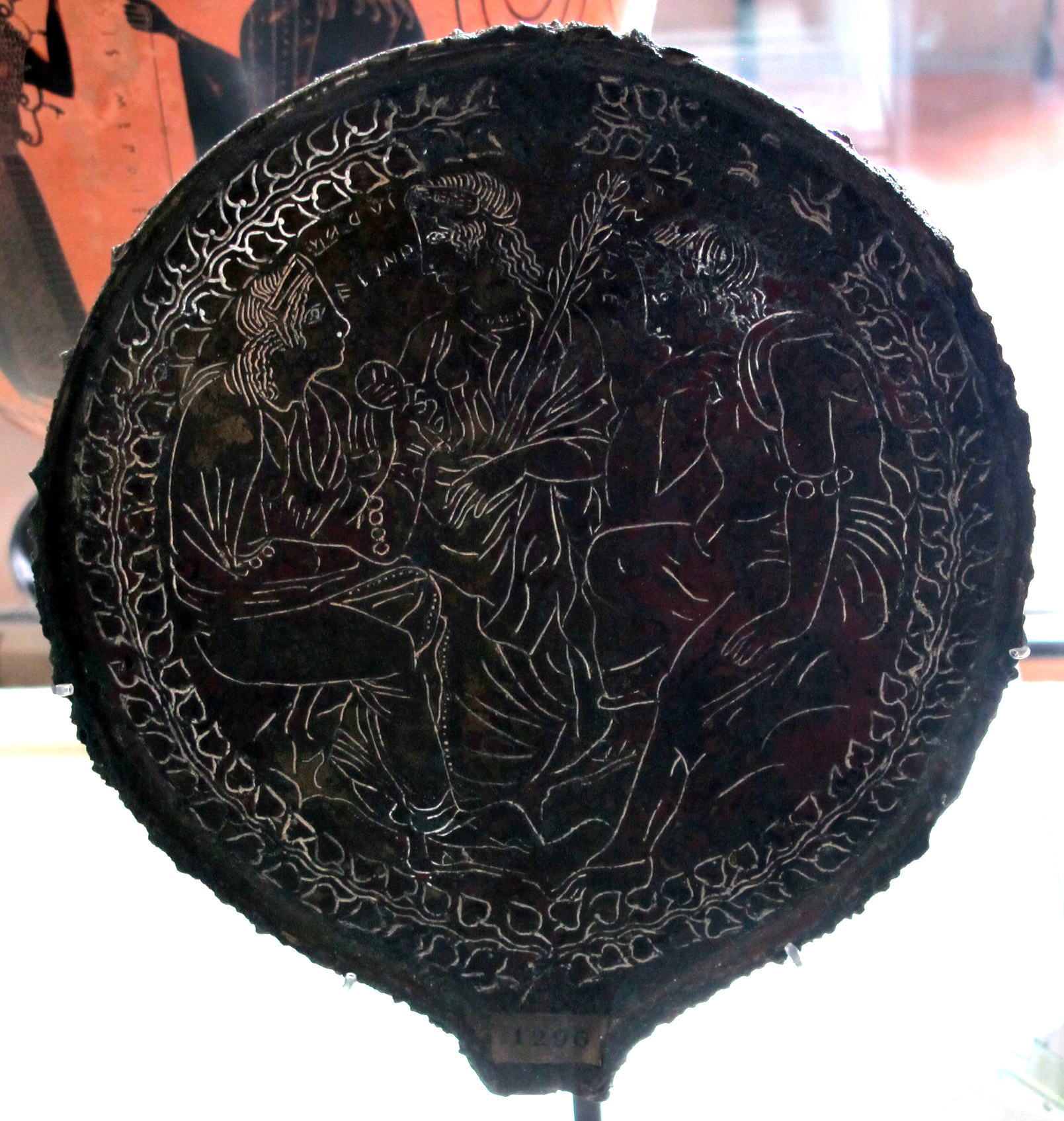
Espejo con Elena, Venus y paride, IV a. C. (Louvre)